# Фэнбао-1
Фэнбао-1 (кит. 风暴, пиньинь feng bao, палл. Фэн бао, буквально Шторм-1, также обозначают FB-1) — китайская двухступенчатая космическая ракета-носитель, использовавшаяся КНР в 1972—1981 годах. Создана на базе межконтинентальной баллистической ракеты Дунфэн-5. Запускалась с космодрома Цзюцюань.
Ракета разрабатывалась начиная с осени 1969 года в бюро № 2 электромеханической промышленности в Шанхае, как конкурирующий проект по отношению к РН типа «Чанчжэн-2» разрабатываемой CALT. Решение об одновременной разработке двух, практически идентичных по характеристикам, ракет-носителей было связано с политическими причинами относящимися к проводимой в Китае т. н. Культурной революции.

## История запусков
| Дата/Время (GMT)          | Сер. №     | Выводимая нагрузка                                                | NSSDC-ID                      | Результат | Примечание                          |
| ------------------------- | ---------- | ----------------------------------------------------------------- | ----------------------------- | --------- | ----------------------------------- |
| 10 августа 1972 00:32     | 701-02     | Шиянь Пэйчжун                                                     | S19720810                     | Успешно   | суборбитальный пуск, апогей: 200 км |
| 18 сентября 1973 12:12    | 701-03     | JSSW-1 (Цзишу шиянь вэйсин — «технический испытательный спутник») | F730918                       | Авария    |                                     |
| 14 июля 1974 13:55        | 701-04     | JSSW-2                                                            | F740714                       | Авария    | Авария системы стабилизации         |
| 26 июля 1975 13:28        | 701-05     | JSSW-3                                                            | 1975-070A                     | Успешно   |                                     |
| 16 декабря 1975 09:19     | 701-06     | JSSW-4                                                            | 1975-119A                     | Успешно   |                                     |
| 30 августа 1976 11:53     | 701-07     | JSSW-5                                                            | 1976-087A                     | Успешно   |                                     |
| 10 ноября 1976 09:05      | 701-08     | JSSW-6                                                            | F761110                       | Авария    |                                     |
| 14 сентября 1977 00:15    | 701(II)-01 | DDDS                                                              | S19770914                     | Успешно   | Суборбитальный пуск, апогей: 200 км |
| 16 апреля 1978 16:39      | 701(II)-02 | DDDS                                                              | S19780416                     | Успешно   | Суборбитальный пуск, апогей: 200 км |
| 27 июля 1979 21:28        | XCZ-1-02   | Шицзянь-1 (буквально «Практика»)                                  | F790728                       | Авария    | авария второй ступени               |
| 19 сентября 1981 21:28:40 | XCZ-1-02   | Шицзянь-2A Шицзянь-2B Шицзянь-2C                                  | 1981-093D 1981-093A 1981-093B | Успешно   | Вывод 3 спутников                   |